# Nemanja Tekijaški
Nemanja Tekijaški (Servisch: Немања Текијашки) (Pančevo, 2 maart 1997) is een Servisch voetballer die sinds 2021 uitkomt voor Bruk-Bet Termalica Nieciecza.

## Carrière
Tekijaški ruilde de jeugdopleiding van Dinamo Pančevo in 2014 voor die van Železničar Pančevo. Daar stroomde hij uiteindelijk door naar het eerste elftal. Na tweeënhalf seizoen in de Srpska Liga Vojvodina stapte hij in januari 2018 over naar Spartak Subotica, een club uit de Superliga. Daar speelde hij drieënhalf seizoen. In de zomer van 2021 versierde hij Tekijaški buitenlandse transfer: hij ondertekende een tweejarig contract bij de Poolse eersteklasser Bruk-Bet Termalica Nieciecza.